# Włochy (Warschau)
Włochy is een stadsdeel van Warschau, de hoofdstad van Polen.

## Wijken
- Nowe Włochy
- Okęcie
- Opacz Wielka
- Paluch

- Raków
- Salomea
- Stare Włochy
- Załuski

## Bezienswaardigheden
- Luchthaven Warschau Frédéric Chopin

Bemowo · Białołęka · Bielany · Mokotów · Ochota · Praga · Rembertów · Śródmieście ·
Targówek · Ursus · Ursynów · Wawer · Wesoła · Wilanów · Włochy · Wola · Żoliborz